# Monika Dillier

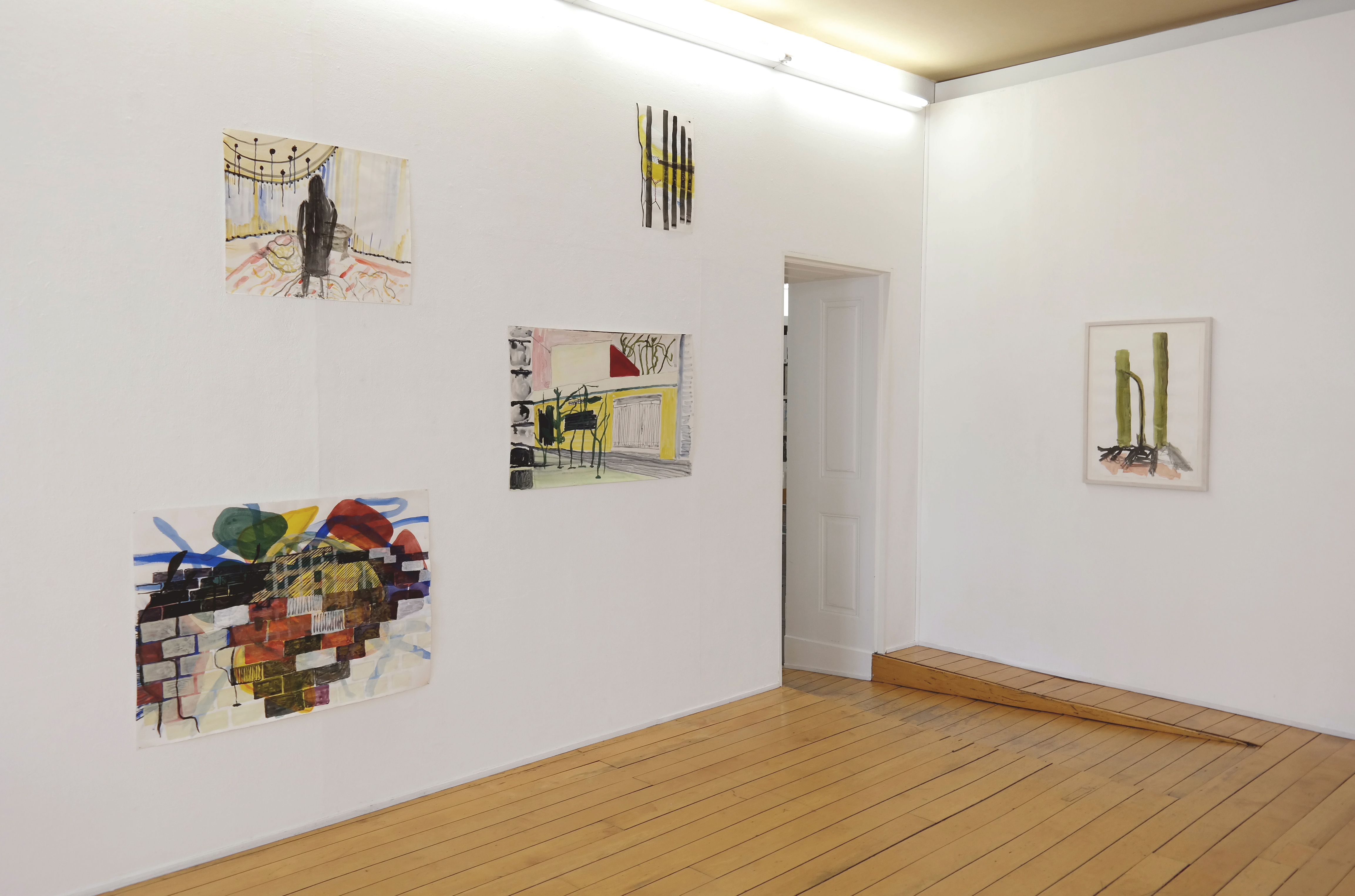
Monika Dillier, Ausstellungsansicht, Galerie STAMPA Basel, Zusammenbringen was nicht zusammengehört, 2019

Monika Dillier (* 6. März 1947 in Sarnen) ist eine Schweizer Künstlerin. Sie arbeitet oft installativ, als Malerin und Zeichnerin. Sie verarbeitet in ihrem künstlerischen Werk Medienbilder, trägt Material aus unterschiedlichen Quellen zusammen und ordnet dieses neu. Dillier ist Mitinitiantin feministischer Projekte im Raum Basel.

## Werdegang
Monika Dillier ist in der Innerschweiz aufgewachsen. Nach einer Ausbildung zur Zeichnungslehrerin an der Kunstgewerbeschule Luzern, studierte sie 1969 an der Berliner Hochschule für Bildende Künste, im Schwerpunkt Visuelle Kommunikation. Der politisch-feministische Aufbruch jener Zeit beeinflusste ihre künstlerische und kunstvermittelnde Arbeit stark. Zurück in der Schweiz, organisierte Dillier 1979 die Frauenkulturwoche im Basler Stadttheater. 1981 nahm sie an einer Ausstellung im Basler Frauenzimmer zum Thema Frauen, Körper, Pornografie teil. Sie wurde Teil verschiedener Künstlerinneninitiativen. So war sie zum Beispiel 1990 in Basel Mitorganisatorin des internationalen Symposiums Künste Wissenschaft und alles andere. Die Videodokumentation dieses Symposiums ist auf dem schweizerischen Sozialarchiv einsehbar.
Unter dem Titel Erstes Manifest grosser und angesehener Künstlerinnen wurde 1998 ein Aufruf von Monika Dillier, Katharina Erich, Susanne Fankhauser, Lisa Fuchs, Pascale Grau, Muda Mathis, Barbara Naegelin, Andrea Saemann, Sus Zwick lanciert und als Erstveröffentlichung im Buch Alles wird gut!: Visionen und Experimente aus der neue Schweiz publiziert. 2019 wurde eine aktualisierte Version des Manifestes als Performance für den Performancepreis Schweiz ausgearbeitet, aufgeführt und mit dem Publikumspreis geehrt.
Dillier ist Mitglied der Künstlerinnengruppe Tischgespräche, eine seit 2002 tätige Gruppierung von Künstler- und Vermittlerinnen. Über diese Zusammenarbeit schrieb Beate Engel im Sikart Lexikon: «In diesem Kontext entstanden verschiedene Aktionen wie zum Beispiel Purity and Danger, 2007 und Ausstellungsprojekte wie Die Glücksmaschine, 2008, in Basel; The Road to Nieu Bethesda, 2008, in Johannesburg mit Künstlerinnen aus der Schweiz und Südafrika.»
Dilliers internationale Zusammenarbeiten und Ausstellungen mit Kunstschaffenden in Südafrika, China, Argentinien sind oft von Atelierstipendien und längeren Aufenthalten in Berlin, Peking, Kapstadt oder Buenos Aires ausgelöst worden (siehe Ausstellungsliste). Sie wohnt und arbeitet in Basel, Athen und auf der griechischen Insel Tinos. Von 1987 bis 2010 war sie Dozentin an der F+F Schule für Kunst und Design in Zürich.

## Werk
«Dilliers phänomenologische Erfassung der Wirklichkeit wird getragen von der Faszination, die bestimmte Bilder auf sie ausüben. Diese subjektiven Momente lösen sich jedoch im Werk selber in sinnlich erfahrbare Metaphern für eine Welt auf, in der Natur und Technik, Sexualität und Aggression, politisch Brisantes und Alltägliches gleichwertig nebeneinander stehen.» Die Kunstwissenschaftlerin Beate Engel bezieht sich damit sowohl auf die grossformatigen, figürlichen Ölbilder der 1980er Jahre als auch auf die installativen Werke und Zeichnungsgruppen.
1995 begann Dillier damit, unabhängig von der weiteren Herstellung von Künstlerbüchern, gefundene Bilder in Materialbüchern zu sammeln. Die Kunstwissenschaftlerin Isabel Zürcher schreibt dazu in ihrem Artikel Denken im Flüssigen in der Publikation Knabenmorgenblüthenträume: «Dilliers Materialbücher sind keine Kunstwerke, wohl aber eine Ausgangsbasis, ein Rückgrat, ein Untergrund und Ideenvorrat ihres Schaffens, bestückt auch mit Idolen aus Film, Musik, Literatur und Bühne.»
Monika Dillier spricht von einem «Einsammelvorgang», bei welchem, sie zitiert hier Alexander Kluge «(…) ungleichwertige Dinge zwar nicht gleichwertig gemacht werden aber das gleiche Recht erhalten, betrachtet zu werden.» Über die Titel ihrer Zeichnungen heisst es im Werkkatalog: «Die Titel der verschiedenen Abteilungen vereinigen das Gefühl, dass die Welt ein wunderbarer Ort sei mit dem unabänderlichen Wissen darüber, dass es kein Entkommen aus dem Jammertal gibt.»
Angekaufte Werke von Dillier befinden sich in: Öffentliche Kunstsammlung Basel, Kupferstichkabinett; Basler Kunstvereins; Sammlung Kunstkredit Basel-Stadt; Bern, Schweizerische Eidgenossenschaft, Bundesamt für Kultur, Bundeskunstsammlung; Kunsthaus Glarus; Kunstsammlung Kanton Luzern; Kunstsammlung Kanton Nidwalden; Kunstsammlung Kanton Obwalden; Sarnen, Kantonsspital Obwalden; Kunstsammlung der Stadt Zürich; Zürich, Pflegeheim Mattenhof.

## Einzelausstellungen (Auswahl)
- 2024: ERREGTES SEHEN, Kunstraum Hochdorf
- 2023: Hefte, keine Skizzenbücher – 1982 bis 2023, Galerie Apropos Luzern

- 2019: Zusammen bringen was nicht zusammen gehört, Galerie Stampa Basel
- 2017: Evas Apfel, Frauenpraxis Paradies, Binningen
- 2015: Estudio Abierto, URRA, Buenos Aires
- 2012: Augenlieder Kunstmuseum Olten
- 2012: Bücher und Hefte, Galerie Stampa Basel
- 2010: han äs härzeli wie’näs veegeli, darum liäba’ n i so ring, APROPOS Luzern
- 2007: Vertikale Welle-horizontale Entfaltung, Trudelhaus Baden
- 2006: Bilder statt Worte, Künstlerbücher und Videoinstallation, Universitätsbibliothek Basel
- 2003: Foyer Stadtkino, Kunsthalle Basel
- 2002: Coldroom in Cape Town Südafrika
- 1999: welcome home: Seltsame Kost, Kaskadenkondensator Basel
- 1989: Kunstakademie Beijing

## Gruppenausstellungen und Arbeiten (Auswahl)
- 2023: 15 Kunstwerke, Galerie Stampa
- 2022: Frauen, Körper, Pornographie – Das individuelle Gedächtnis mit kollektiver Energie laden, mit Beiträgen von Monika Dillier und Anna B. Wiesendanger, Performances von Chris Regn, Chris Hunter und Andrea Saemann, kuratiert von Wanda Seiler, Ausstellungsraum Amerbach Studios, Basel[9]
- 2021: Mit Natur zu tun / To Do with Nature, Galerie Stampa
- 2021: Doce en Diecembre – Basel Edition, teilnehmende Künstlerinnen Südamerika: Luján Funes, Buenos Aires, Argentina,  Paola Junqueira, São Paulo, Brasil, Maja Lascano, Buenos Aires, Argentina, Belén Romero Gunset, Tucumán, Argentina, Jazmín Saidman, Buenos Aires, Argentina, Teilnehmende Künstlerinnen Schweiz: Monika Dillier, Basel, Gisela Hochuli, Bern, Barbara Naegelin, Basel, Chris Regn, Basel/Hamburg, Dorothea Rust, Zürich, Andrea Saemann, Kaskadenkondensator Basel[10][11]
- 2020:14 Positionen, Galerie Stampa
- 2020: Monika Dillier, Fabienne Immoos, Ausstellung, o.T. Raum für aktuelle Kunst  Luzern, Schweiz
- 2019: shift the manifesto, mit Manifesto Reflex Collective, Performancepreis Schweiz, Aarau
- 2019: Wenn es ein Paradies gibt dann kommt es in Brocken, Predigerkirche Basel mit Urs Cavelti, Lorenza Diaz, Monika Dillier, Kilian Rüthemann, Studer/van den Berg, Beat Zoderer
- 2018: Doce en Diciembre, Beitrag zum Performanceanlass, PROA 21, Argentinien, Buenos Aires
- 2019: Zusammen bringen was nicht zusammen gehört, Stampa, Basel
- 2017: Jahresausstellung Zentralschweiz, Kunstmuseum Luzern
- 2017: Artist’s Books IV, Stampa Galerie Basel
- 2017: Ins Zentrum, Museum Bruder Klaus, Sachseln
- 2017: Linien bündeln, Kunstmuseum Olten
- 2016: Bosquejar, esbozar, projectar tomo 2, Buenos Aires, Zeichnungsausstellung
- 2015: Galeria Del Infinito Arte, Buenos Aires
- 2013: Lichterlei, Museum Bruder Klaus, Sachseln
- 2012: Zeichnen, zeichnen, toujours toujours, La Kunsthalle Mulhouse
- 2007: Watercolor, Galerie Anton Meier, Genf
- 2007: Top of central Switzerland, Kunstmuseum Luzern
- 2005: Galerie Helga Broll präsentiert Chris Regn Meisterwerke Hamburg, HfbK[12]
- 2004: bin zu dorff gesyn, zusammen mit Andrea Saemann, Galerie Hofmatt, Sarnen
- 2003: Thealit Eingreifen. Viren, Modelle, Trick., Gesellschaft für aktuelle Kunst, Bremen

## Auszeichnungen
- 2019: Performancepreis Schweiz / Publikumspreis[13]: Manifesto Reflex Collective, mit Monika Dillier, Iris Ganz, Sibylle Hauert, Lysann König, Fränzi Madörin, Muda Mathis, Dorothea Mildenberger, Sarah Elena Müller, Barbara Naegelin, Chris Regn, Andrea Saemann, Dorothea Schürch, Sus Zwick[6]
- 2004: Werkbeitrag des Kunstkredit Basel-Stadt
- 1999: Kunstpreis der Basler Zeitung
- 1988/89/90: Werkbeiträge Kunstkredit Basel-Stadt
- 1985: Kunstpreis: Eidgenössisches Stipendium

## Publikationen
- Wanda Seiler, Rückblick : eine (kunst-)historische Einordnung von "Frauen, Körper, Pornographie" an einem gesellschaftspolitischen, kulturellen Wendepunkt, 2021[14]
- Monika Dillier: Knabenmorgenblüthenträume. Hrsg.: Isabel Zürcher, Vexer Verlag, St. Gallen 2012, ISBN 978-3-909090-48-8.
- Monika Dillier: 177 Mal grosse Sehnsucht und grosse Angst. Vexer Verlag, St. Gallen 1997, ISBN 3-909090-25-7.
- Monika Dillier: Galerie Art Magazine, 1995 (Mit einem Text von Birgit Kempker).
- Silvia Bächli, Monika Dillier, Anna B. Wiesendanger, Galerie Hans Knoll, Wien 1988.
- Monika Dillier: 23 faksimilierte Zeichnungen. Vexer Verlag, St. Gallen 1987.
- Monika Dillier: Vier Himmelsrichtungen und der goldene Horizont, Public Art, Artlog.net[15]